# Hypenetes aegialodes
Hypenetes aegialodes là một loài ruồi trong họ Asilidae. Hypenetes aegialodes được Londt miêu tả năm 1985. Loài này phân bố ở vùng nhiệt đới châu Phi.